# Assassin's Creed
Assassin's Creed è un videogioco sviluppato da Ubisoft Montréal e pubblicato da Ubisoft. Si tratta del primo capitolo della fortunata saga videoludica di Assassin's Creed.
Il gioco è stato presentato all'E3 del 2005, inizialmente come esclusiva PlayStation 3 ma poi annunciato anche per Xbox 360. Nell'aprile del 2008 ne è stata realizzata una versione per Microsoft Windows.

## Trama
Nel 2012, il barista Desmond Miles viene rapito da degli agenti dell'Abstergo Industries, la più grande azienda farmaceutica del mondo, e viene portato al loro quartier generale a Roma. Sotto la guida del Dr. Warren Vidic e della sua assistente Lucy Stillman, Desmond viene costretto a partecipare a una serie di esami che ruotano attorno al cosiddetto "Animus", una macchina capace di decifrare i ricordi genetici dei suoi antenati in una sorta di realtà simulata. Vidic gli ordina di rivivere i primi anni di Altaïr Ibn-La'Ahad, membro di alto rango della Confraternita degli Assassini nel periodo della terza crociata. La sua indagine rivela che Altaïr, accecato dall'arroganza, ha inconsciamente sabotato il tentativo degli assassini di recuperare un importante artefatto dalle mani dei loro nemici giurati, i Cavalieri templari, cosa che ha portato alla morte di un assassino e al grave ferimento di un altro. Benché Altaïr riesca parzialmente a redimersi respingendo la controffensiva templare al covo degli Assassini di Masyaf, il suo mentore e superiore Al Mualim lo degrada e gli ordina di assassinare nove bersagli per riacquistare la sua posizione e il suo onore:
- Tamir, un mercante d'armi di Damasco che fa il doppiogioco fornendo armi a entrambi gli schieramenti.
- Garniero di Naplusa, il granmaestro dei Cavalieri ospitalieri di Acri, che compie folli esperimenti sui pazienti del suo ospedale.
- Talal, il leader di una banda di schiavisti di Gerusalemme.
- Abu'l Nuquod, un pomposo mercante e il reggente di Damasco che priva i cittadini del denaro necessario a finanziare la guerra.
- Guglielmo del Monferrato, il crudele e violento reggente di Acri.
- Majd Addin, un tiranno che governa Gerusalemme con la paura e ordisce spesso grottesche esecuzioni pubbliche.
- Sibrando, il paranoico granmaestro dei Cavalieri Teutonici che intende tradire i crociati bloccando il porto di Acri.
- Jubair al Hakim, un erudito che utilizza la sua posizione nel tentativo di distruggere tutti i libri di Damasco.
- Roberto di Sable, il granmaestro dei templari, che sfruttava le crociate per portare avanti la missione templare.

Man mano che uccide i bersagli, Altaïr scopre che tutti e nove facevano segretamente parte dei templari e stavano operando per localizzare la "Mela dell'Eden", reliquia appartenente a un'antica civiltà ormai dimenticata che si dice possedesse poteri divini. Mentre cerca di assassinare Roberto al funerale di Majd Addin a Gerusalemme, Altaïr viene ingannato da un'esca, una giovane templare di nome Maria Thorpe, che spiega come Roberto si aspettasse l'arrivo degli assassini e sia già partito per cercare di unire Crociati e Saraceni contro di loro. Dopo aver risparmiato Maria, Altaïr affronta Roberto all'accampamento di Re Riccardo I ed espone i suoi crimini. Non sapendo a chi credere, Riccardo ordisce un duello tra i due, affermando che "Dio saprà con chi schierarsi". Dopo aver ferito a morte Roberto, Altaïr scopre da lui che Al Mualim un tempo lavorava con loro, ma che li ha traditi mandando lo stesso Altaïr a ucciderli tutti per tenere la mela per sé e che presto tradirà anche gli assassini. Ritornato a Masyaf, Altaïr trova l'intera città sotto il controllo di Al Mualim. Con l'aiuto di alcuni assassini rimastigli fedeli, Altaïr supera le guardie e affronta il suo mentore nel giardino. Usando la mela, Al Mualim gli scatena contro delle illusioni, sfidandolo poi a duello ma venendo ucciso. Quando è però sul punto di distruggere la mela, questa si attiva e rivela agli occhi di Altaïr una mappa che mostra la posizione di decine di altri pezzi dell'Eden sparsi per il mondo.
Nel presente, gli assassini lanciano un attacco all'Abstergo per cercare di salvare Desmond, ma falliscono e vengono quasi tutti uccisi. Terminati tutti i ricordi, Vidic rivela che l'Abstergo altri non è che la manifestazione attuale dei templari, che desidera trovare i rimanenti pezzi dell'Eden. Con Desmond ormai inutile, Vidic ordina di farlo uccidere, ma Lucy, in realtà una talpa degli assassini, lo convince a tenerlo in vita per ulteriori esami. Desmond viene quindi lasciato solo nella sua stanza, dove scopre degli strani scarabocchi sul muro che preannunciano un evento catastrofico che spazzerà via l'intera umanità.

## Modalità di gioco
Controllando Altaïr Ibn-La'Ahad per le strade di una delle città disponibili, Masyaf, Acri, Damasco e Gerusalemme si può girare liberamente per le strade e confondersi tra la folla, così come combattere con la spada nel bel mezzo della piazza cittadina. Inoltre si può spostare e spingere le persone tra la folla (che interagiscono in tempo reale), che poi a loro volta bisbiglieranno tra loro o magari grideranno per vedere una sanguinosa esecuzione. La propria missione sarà composta da quattro parti: raccolta d'informazioni sul soggetto, approccio, omicidio e fuga. È possibile agire in modo violento in mezzo alla folla ma al momento della fuga essa ostacolerà il giocatore mentre viceversa, rendendosi invisibile e non facendosi notare, è possibile usare la gente come scudo per nascondersi e far perdere le proprie tracce. Le figure che meriteranno di cadere sotto i colpi di Altaïr saranno Mercanti, Reggenti, Sunniti e Crociati, le missioni si svolgono in locazioni medievali mediorientali e Altaïr deve infiltrarsi negli ambienti cittadini destando meno sospetti possibili, scovare ed eliminare i suoi bersagli agendo nell'ombra e con la massima discrezione per non essere scoperto. I cittadini copriranno un importante ruolo, salvando alcuni di questi dai soldati cittadini questi faranno in modo che i propri congiunti blocchino fisicamente gli inseguitori di Altaïr dandogli il tempo per fuggire, salvando gli eruditi invece questi si presteranno come nascondigli mobili permettendo al protagonista di accedere indisturbato in certi luoghi. Il protagonista oltre che con la gente può anche interagire con l'ambiente, infatti grazie alla sua grande agilità e velocità ogni sporgenza o appiglio diventa fondamentale per favorire gli spostamenti: può saltare da un tetto all'altro di case, edifici, o arrampicarsi trovando sostegno in cornicioni, fessure e davanzali, sfruttando movimenti simili a quelli del Parkour; grazie alla sua capacità di arrampicarsi può raggiungere i punti più alti delle città chiamati punti panoramici in modo da poter vedere la città dall'alto e scorgere informatori, cittadini da interrogare o derubare, eruditi, cittadini in difficoltà e altri punti panoramici; inoltre proseguendo nel gioco, e recuperando l'equipaggiamento perso, Altaïr sarà dotato di armi via via sempre più letali che permettono un combattimento migliore contro i nemici, e imparerà anche mosse acrobatiche per aggrapparsi, utilissime in caso Altaïr cada dopo essere colpito da una freccia o per scendere più rapidamente dalle pareti. Grazie ad un suo particolare dono chiamato l'occhio dell'aquila Altaïr è in grado di distinguere tra la folla alleati, informatori, nemici e gli obbiettivi da assassinare.

## Doppiaggio
| Personaggio                   | Doppiatore              | Doppiatore         |
| ----------------------------- | ----------------------- | ------------------ |
| Altaïr Ibn-La'Ahad            | Philip Shahbaz          | Paolo De Santis    |
| Desmond Miles                 | Nolan North             | Alessandro Rigotti |
| Lucy Stillman                 | Kristen Bell            | Beatrice Caggiula  |
| Dr. Warren Vidic              | Phil Proctor            | Enrico Bertorelli  |
| Animus                        | Jennifer Seguin         | Lorella De Luca    |
| Al Mualim                     | Pete Renaday            | Riccardo Rovatti   |
| Malik Al-Sayf                 | Haaz Sleiman            | Francesco Mei      |
| Rafiq di Damasco              | Carlos Ferro            | Luca Sandri        |
| Rafiq di Acri                 |                         | Raffaele Fallica   |
| Tamir                         | Ammar Daraiseh          | Pino Pirovano      |
| Garniero di Naplusa           | Hubert Fielden          | Gianni Quillico    |
| Talal                         | Jake Eberle             | Luigi Rosa         |
| Abu'l Nuquod                  | Fred Tatasciore         | Andrea De Nisco    |
| Guglielmo del Monferrato      | Harry Standjofski       | Gianni Gaude       |
| Majd Addin                    | Richard Cansino         | Marco Balzarotti   |
| Sibrando                      | Arthur Holden           | Felice Invernici   |
| Jubair al Hakim               | Fred Tatasciore         | Diego Sabre        |
| Maria Thorpe                  | Eleanor Noble           | Donatella Fanfani  |
| Roberto di Sable              | Jean-Philippe Dandenaud | Matteo Zanotti     |
| Re Riccardo I "Cuor di leone" | Marcel Jeannin          | Claudio Moneta     |

## Colonna sonora
La colonna sonora del gioco è stata composta da Jesper Kyd nel 2007. Sei tracce sono disponibili online per chi ha acquistato il gioco, mediante l'inserimento di una password nel soundtrack section del sito della Ubisoft. Altre tracce sono pure disponibili su "Kyd's MySpace" e sul suo sito ufficiale. Le tracce pubblicate, nel loro complesso, sono un misto di cori cantati in latino e cupa musica orchestrale, mentre la traccia "Meditation Begins" è una specie di Saltarello con inquietanti sfumature, dark ed ambient, data da voci umane che sussurrano in Latino. Le tracce sono disponibili su iTunes Music Store e su Amazon MP3.
indice
- City Of Jerusalem (3:12)
- Flight Through Jerusalem (3:35)
- Spirit of Damascus (1:36)
- Trouble In Jerusalem (4:34)
- Acre Underworld (3:24)
- Access The Animus (9:2)
- Dunes of Death (1:46)
- Masyaf In Danger (3:43)
- Meditation Begins (2:47)
- Meditation Of The Assassins (3:43)
- The Bureau (3:12)

## Accoglienza
| Testata           | Versione      | Giudizio |
| ----------------- | ------------- | -------- |
| Eurogamer         | PS3, Xbox 360 | 7/10     |
| Famitsū           | -             | 37/40    |
| The Games Machine | -             | 84/100   |
| Play Generation   | PS3           | 93/100   |

Il gioco ha ricevuto perlopiù recensioni positive, sebbene in alcune di esse vengano fatte notare una certa ripetitività delle azioni da svolgere e una scarsa intelligenza artificiale dei nemici. Altri elementi negativi sono i problemi tecnici riscontrati nella versione iPhone dove alcuni livelli non sono pienamente ottimizzati; sono invece ben accolti il doppiaggio, la grafica, e la trama. La rivista giapponese Famitsū, ha recensito Assassin's Creed e come voto finale gli ha assegnato un 37/40 (10, 8,9 e 10), cosa eccezionale per un gioco occidentale su mercato nipponico. La rivista italiana The Games Machine ha recensito Assassin's Creed nel numero 233 attribuendogli un punteggio globale di 84/100. Play Generation gli diede alla versione per PlayStation 3 un punteggio di 93/100, trovando la realizzazione tecnica sopraffina, la quale rendeva indimenticabile un'avventura già brillante sotto molti aspetti, reputandolo "un colpo di fulmine".

## Versione alternativa
È la versione per Microsoft Windows, pubblicata l'11 aprile 2008, e il titolo del gioco allude al fatto che la versione per computer include alcune missioni secondarie non incluse nelle versioni per console.
Tali missioni secondarie si raggruppano in tre tipologie:
Assassinio silenzioso dell'arciere: in queste missioni, un assassino chiede aiuto ad Altair per liberarsi degli arcieri presenti sui tetti cittadini che lo stanno braccando. Altair dovrà assassinare tutti gli arcieri segnalati senza farsi scoprire. Una volta compiuta la missione, Altair dovrà avvertire il compagno dell'avvenuto compimento della missione e riceverà informazioni riguardanti l'assassinio in corso.
Scorta dell'assassino: in queste missioni, Altair si troverà a fare da scorta a un compagno assassino braccato dalle guardie cittadine. La missione consiste nel proteggere il compagno e accompagnarlo fino alle porte della città, evitando che sia colpito dalle guardie che tenteranno di fermarlo. Una volta compiuta la missione, Altair riceverà informazioni riguardanti l'assassinio in corso.
Distruzione del negozio del mercante: in queste missioni, Altair incontrerà un assassino che gli chiederà di distruggere alcune bancarelle di proprietà di mercanti per punirli dei crimini commessi verso il popolo. La missione consiste nello scaraventare una persona contro la bancarella per distruggerla; a questo punto, Altair dovrà rendersi anonimo per poi avvertire il compagno del compimento della missione. Una volta compiuta la missione, Altair riceverà informazioni riguardanti l'assassinio in corso.

## Prequel e sequel
Un prequel del gioco, intitolato Assassin's Creed: Altaïr's Chronicles e sviluppato da Gameloft, è stato pubblicato il 5 febbraio 2008 per la Nintendo DS. Un porting di Assassin's Creed: Altaïr's Chronicles è uscito per l'iPhone (disponibile su AppStore) e per l'iPod touch il 23 aprile 2008.
Assassin's Creed: Bloodlines uscito il 10 novembre 2009 per PlayStation Portable (una settimana prima dell'uscita di Assassin's Creed 2) racconta le avventure di Altair qualche settimana dopo la fine del primo episodio nell'isola di Cipro dove i Templari sono andati a rifugiarsi.